# Alfons Nossol

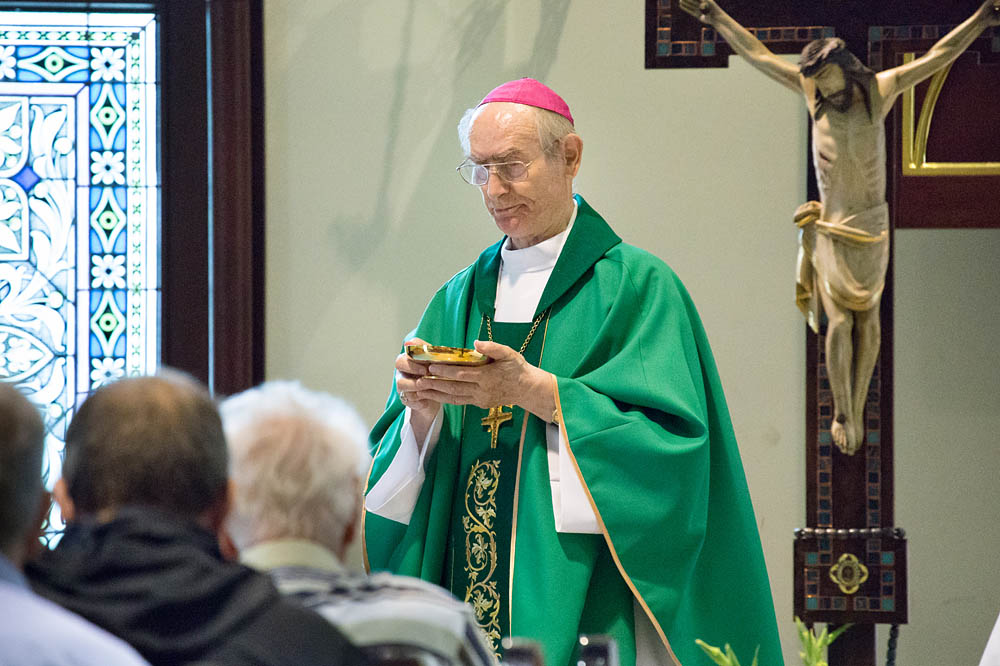
Alfons Nossol (2016)

Alfons Nossol (ur. 8 sierpnia 1932 w Brożcu) – polski duchowny rzymskokatolicki, profesor nauk teologicznych, biskup diecezjalny opolski w latach 1977–2009, arcybiskup ad personam od 1999, od 2009 arcybiskup senior diecezji opolskiej.

## Życiorys

### Młodość i wykształcenie
Urodził się 8 sierpnia 1932 w Brożcu na ziemi prudnickiej w granicach Niemiec jako jedno z ośmiorga dzieci Alfonsa i Jadwigi z domu Burczyk. Jego rodzina identyfikowała się jako Ślązacy, którym bliżej do Polaków niż Niemców. W czasie II wojny światowej razem z matką udzielał pomocy Żydom. Uczęszczał do szkoły podstawowej z niemieckim językiem nauczania, w 1945 rozpoczął edukację w języku polskim. W latach 1948–1952 kształcił się w gimnazjum Carolinum (niższe seminarium duchowne) w Nysie.
W latach 1952–1957 odbył studia filozoficzno-teologiczne w Wyższym Seminarium Duchownym Śląska Opolskiego w Nysie. W ich trakcie pełnił funkcję kleryka odpowiedzialnego za kwestie gospodarcze. Święceń prezbiteratu udzielił mu 23 czerwca 1957 w katedrze Podwyższenia Krzyża Świętego w Opolu biskup Franciszek Jop, delegat Prymasa Polski z uprawnieniami biskupa rezydencjalnego w Opolu.
Studia kontynuował w zakresie teologii dogmatycznej na Wydziale Teologicznym Katolickiego Uniwersytetu Lubelskiego. Tamże w 1959 uzyskał magisterium i licencjat na podstawie pracy Augustyńska teoria poznania Boga, a w 1961 doktorat na podstawie dysertacji Nauka Jana Hessena o religijnym poznaniu Boga. W 1976 na podstawie rozprawy Chrystologia Karla Bartha i jej wpływ na współczesną chrystologię katolicką uzyskał na Katolickim Uniwersytecie Lubelskim stopień doktora habilitowanego. W 1982 otrzymał tytuł profesora nadzwyczajnego, a w 1986 profesora zwyczajnego teologii dogmatycznej i ekumenicznej (zatwierdzony przez Ministra Edukacji Narodowej w 1988).

### Prezbiter
Od 1961 do 1962 był administratorem parafii Zielina-Kujawy.

### Działalność naukowo-akademicka
W 1961 został wykładowcą w Wyższym Seminarium Duchownym w Nysie. Prowadził w nim zajęcia z teologii dogmatycznej, ponadto w latach 1962–1963 pełnił funkcję prefekta. W latach 1968–1997 był pracownikiem naukowo-dydaktycznym Katolickiego Uniwersytetu Lubelskiego. Od 1968 do 1977 zajmował stanowisko adiunkta w Katedrze Teologii Dogmatycznej, w latach 1977–1997 był kierownikiem II Katedry Teologii Dogmatycznej, a w latach 1983–1997 kierownikiem Instytutu Ekumenicznego. Od 1977 do 1997 pełnił funkcję kierownika Katedry Sakramentologii na Papieskim Wydziale Teologicznym we Wrocławiu. W 1977 po uzyskaniu paszportu na wyjazd do Republiki Federalnej Niemiec podjął gościnne wykłady na Wydziale Teologicznym Uniwersytetu Jana Gutenberga w Moguncji. W 1981 został wykładowcą w Instytucie Teologiczno-Pastoralnym w Opolu. W 1994 objął funkcję kierownika Katedry Teologii Dogmatycznej Wydziału Teologicznego Uniwersytetu Opolskiego. Został przyjęty w poczet członków Europejskiej Akademii Nauki i Sztuki.

### Biskup
25 czerwca 1977 został mianowany biskupem diecezjalnym diecezji opolskiej. Diecezję objął kanonicznie 4 sierpnia 1977. 17 sierpnia 1977 otrzymał święcenia biskupie i odbył ingres do katedry Podwyższenia Krzyża Świętego w Opolu. Konsekracji dokonał kardynał Stefan Wyszyński, prymas Polski, z towarzyszeniem Henryka Gulbinowicza, arcybiskupa metropolity wrocławskiego, i Antoniego Adamiuka, biskupa pomocniczego opolskiego. Jako zawołanie biskupie przyjął słowa „Veritatem facere in caritate” (Czynić prawdę w miłości). W czasie swych rządów w diecezji założył w 1977 Diecezjalny Instytut Teologiczno-Pastoralny w Opolu, stanowiący filię Wydziału Teologicznego Katolickiego Uniwersytetu Lubelskiego. Po powstaniu w 1994 Uniwersytetu Opolskiego i przekształceniu Instytutu w Wydział Teologiczny objął w nim urząd wielkiego kanclerza. W 1997 dokonał przeniesienia Wyższego Seminarium Duchownego z Nysy do Opola. Utworzył Muzeum i Archiwum Diecezjalne, a także Diecezjalny Dom Księży Emerytów w Opolu. W 1990 reaktywował diecezjalny oddział Caritas. Ustanowił radę kapłańską i radę duszpasterską. W latach 2002–2005 przeprowadził I Synod Diecezji Opolskiej. W parafiach zamieszkanych przez mniejszość niemiecką wprowadził liturgię w języku niemieckim. W 1984 założył diecezjalne Radio Góra św. Anny (przemianowane później na Radio Plus Opole). W 1983 gościł na Górze Świętej Anny papieża Jana Pawła II w trakcie jego II podróży apostolskiej do Polski. W 1989 odprawił w Krzyżowej Mszę Pojednania między narodami polskim i niemieckim, w trakcie której premier Tadeusz Mazowiecki i kanclerz Helmut Kohl przekazali sobie znak pokoju. W 1999 Jan Paweł II wyniósł go do godności arcybiskupa ad personam. 14 sierpnia 2009 papież Benedykt XVI przyjął jego rezygnację z obowiązków biskupa diecezjalnego opolskiego.
W Episkopacie Polski został członkiem Rady Głównej (od 1996 Rady Stałej), objął funkcje przewodniczącego Rady Naukowej i Rady ds. Ekumenizmu oraz współprzewodniczącego Komisji ds. Dialogu Konferencji Episkopatu Polski i Polskiej Rady Ekumenicznej. Wszedł w skład Papieskiej Rady Popierania Jedności Chrześcijan oraz Międzynarodowych Komisji Mieszanych ds. Dialogu Teologicznego między Kościołem katolickim a prawosławnym oraz między Kościołem katolickim a luterańskim.
Konsekrował biskupów pomocniczych opolskich: Jana Wieczorka (1981) i Pawła Stobrawę (2003), a także biskupa diecezjalnego opolskiego Andrzeja Czaję (2009). Był współkonsekratorem podczas sakr biskupów pomocniczych opolskich: Jana Bagińskiego (1985), Gerarda Kusza (1985) i Rudolfa Pierskały (2014), biskupa pomocniczego katowickiego Gerarda Bernackiego (1988), biskupa pomocniczego San Antonio Johna Yanty (1994) oraz biskupa diecezjalnego Sztokholmu Andersa Arboreliusa (1998).

## Odznaczenia i wyróżnienia
W 2013 prezydent RP Bronisław Komorowski nadał mu Krzyż Wielki Orderu Odrodzenia Polski. Wcześniej, w 2008, prezydent Lech Kaczyński odznaczył go Krzyżem Komandorskim tego orderu. W 2009 otrzymał Wielki Krzyż Zasługi z Gwiazdą Orderu Zasługi Republiki Federalnej Niemiec. W tym samym roku został uhonorowany Złotym Medalem „Zasłużony Kulturze Gloria Artis”.
Przyznano mu tytuł honorowego obywatela: miasta i gminy Głogówek (2006), gminy Zdzieszowice (2008), gminy Walce (2019), a także województwa opolskiego (2004).
Otrzymał tytuł doktora honoris causa: Westfalskiego Uniwersytetu Wilhelma w Münsterze (1991), Uniwersytetu Jana Gutenberga w Moguncji (1992), Uniwersytetu Opolskiego (1995), Chrześcijańskiej Akademii Teologicznej w Warszawie (1997), Uniwersytetu Ottona i Fryderyka w Bambergu (1998), Uniwersytetu Palackiego w Ołomuńcu (2000) oraz Papieskiego Wydziału Teologicznego we Wrocławiu (2007). Został również uhonorowany Medalem „Za zasługi dla Katolickiego Uniwersytetu Lubelskiego” (2007), a także tytułem honorowego senatora Uniwersytetu Opolskiego (2025).
Za działalność ekumeniczną oraz zaangażowanie w pojednanie narodów polskiego i niemieckiego został laureatem nagród, m.in.: Nagrody Pokojowej miasta Augsburga (1997), Medalu Świętego Jerzego „Tygodnika Powszechnego” (1999), Komandorii Missio Reconciliationis (2003), Nagrody Polsko-Niemieckiej za rok 2005, Nagrody Księżnej Jadwigi Śląskiej (2006), Śląskiego Szmaragdu (2006), Niemieckiej Nagrody Narodowej (2010), Nagrody im. Klausa Hemmerlego za rok 2010, Ekumenicznej Nagrody Homiletycznej za rok 2011 w kategorii dzieło życia, Orderu Ecce Homo (2011), Medalu Śląskiego przyznawanego przez Ziomkostwo Śląsk (2011) i Nagrody Polskiej Rady Ekumenicznej (2020).
Ponadto został uhonorowany m.in.: Nagrodą św. Ulryka (1993), Nagrodą im. Księdza Idziego Radziszewskiego (1994), Nagrodą im. Karola Miarki (1994), nagrodą Lux ex Silesia (1996), Nagrodą Orła Jana Karskiego (2003), tytułem Ślązaka Roku (2003), Nagrodą im. Wojciecha Korfantego nadaną przez Związek Górnośląski (2004), wyróżnieniem specjalnym w kategorii osiągnięcia w dziedzinie kultury chrześcijańskiej Nagrody Totus (2012) i Nagrodą im. Sérgio Vieira de Mello (2017).